# Bulbophyllum lepantense
Bulbophyllum lepantense là một loài phong lan thuộc chi Bulbophyllum.